# عملیات جسرالشغور (ژوئن ۲۰۱۱)
در ۴ ژوئن ۲۰۱۱ رخ داد و در دوران اعتراضات مردمی جنگ داخلی سوریه ارتش عربی سوریه شهر جسرالشغور در استان ادلب را به مدت ۸ روز محاصره کرد. دولت سوریه این عملیات را اقدامی علیه سرکوب تروریست‌ها خواند در حالی که اوپوزیسیون سوریه معتقد است هدف از این عملیات سرکوب طرفداران دموکراسی است.